# 村上 (市原市)
村上（むらかみ）は、千葉県市原市の五井地区にある大字。郵便番号は290-0031。

## 概要
市原市北西部の五井地区に位置する。
主に時代に施行された町村制以前は村上村であった範囲が大字となったものである。字の北部を館山自動車道が東西に通過しており、市原インターチェンジが設置されている。村上とその周辺の大字を含む市原インターチェンジの周辺一帯は、五井駅東口土地区画整理事業の事業区域となっており、物流関係の施設等が誘致される予定である。

## 地理
養老川下流右岸の屈曲部内側に所在する。領域の中央部から東部にかけて、および西部（廿五里新田地区を含む）は自然堤防（微高地）となっており、両者の間は養老川の旧河道であった。養老川対岸（西側）を中心とする廿五里の領域（廿五里新田地区）が養老川右岸側で村上の領域に嵌入し、村上に三方を包まれている。

### 河川
- 養老川

### 隣接町丁字
北は玉前・五井・平田・飯沼、東は惣社、東南は諏訪・西広、南は小折・柳原・玉前（飛び地）、南西は町田と接する。

## 歴史

### 地名の由来
- 盛上（もりかみ）で「高くなった所」と言う意味であったものが転訛したとされる[9]。

### 沿革

#### 前近代
村上小学校校地などを含む領域の中央部の微高地（自然堤防）は上総国府の推定地の一つであり、「村上遺跡群」として発掘調査が行われている。
『飯香岡八幡宮由緒本記』によれば、1180年（治承6年）に源頼朝が同社に寄進した神領の一つとして「市原郡市原庄」の「村上村」がある。ただし『飯香岡八幡宮由緒本記』の成立時期は不明であり、江戸時代の写本として伝わるものである。1180年（治承6年）の時点で「村上村」が存在したかは不確実である。

##### 戦国期の村上城
「村上」という地名が史料上で確認できるのは戦国時代である。中世、養老川沿いの地域を「鎌倉街道」と呼ばれる幹線道路が通っており、村上と分目の間で養老川を渡っていたと見られる。交通の要地であり西岸を望む立地にあった当地には村上城と呼ばれる城があったとされ、「堀ノ内」や「門前」などの小字名があった。諏訪神社（現在は諏訪地内に所在する）の社伝によれば、同社はもともと村上村の総鎮守であったが、1521年（大永元年）に領主の村上周防守義清が信濃国から上下諏訪神社を勧請した。『上総国町村誌』（1889年）は鶴岡安宅の考証によるとして、大永年間（1521年 - 1528年）に村上大蔵大輔義芳が居城としていたという。
当地に在地領主として村上氏が存在したことは確かとみられる。1560年（永禄3年）10月14日付の「北条家朱印状写」は、村上民部大輔に8か郷の不入権を認めるとともに、椎津城の普請役が命じられている。この8か郷は、泉之郷、嶋之郷（現在の島野に相当）、町田郷（町田）、津比地郷（廿五里）、引田（引田）、麻井郷（浅井小向）、梶路郷（神代）、風戸郷（風戸）であり、比定地不明の泉之郷を除いて養老川対岸に当たる。この村上民部大輔と村上城の関係は不明であるが、8か郷との位置関係からも無関係とも思われず、村上を本貫地とする一族とも考えられる。
小田原の陣中の1590年（天正18年）5月、「上総国市原庄」で軍勢による狼藉や放火を禁止する「豊臣秀吉禁制」が出されているが、その対象の村の一つとして「村上」の名がある。また、慶長末年には当地に三宝院（真言宗醍醐派）の末寺として観音寺が所在していた。

##### 江戸時代
江戸時代には領主権が分割され（相給）、旗本領・大名領や幕府直轄領（代官管轄地）として領主は交替した。『元禄郷帳』などでは村高は609石余。『旧高旧領取調帳』によれば幕府領のほか、旗本曽根氏・仙石氏・中野氏の相給となっていた。
江戸時代には五井村の結びつきが強く、灌漑用水の共同利用などを行っていた。

##### 幕末期
1868年（慶応4年/明治元年）の戊辰戦争時、観音寺に旧幕府軍100人が立て籠り、新政府軍と戦ったが敗走し、この際に観音寺は新政府軍により放火された。『千葉県市原郡誌』によれば5月7日、「彰義隊の敗兵」約20人が観音寺に立て籠もったとあり、観音寺の焼失は兵火にかかったものと記す。『千葉県市原郡誌』によれば、村民たちは一時彰義隊の威圧を受けてこれと行動をともにし、竹槍や蓆旗を掲げて村境まで行進したが、1000人ともされる新政府軍の砲弾が飛来するに及んで、村民は狼狽して逃走したという。旧幕府軍側では鈴木仁三郎・下山鉄次郎ら戦死者の名が伝えられ、観音寺近傍で戦死した鈴木は観音寺墓地に、村上・惣社の村境付近で戦死した下山は惣社の国分寺墓地に葬られた。幕府軍は養老川を渡り海保方面に逃れた。

#### 近代
1873年（明治6年）に千葉県が発足するとこれに所属する。1874年（明治7年）には、村上村と平田村を学区とする村上小学校が開設された。村上小学校は当初は平田村に開校されたが、1876年（明治9年）に村上村の永昌寺に移転した。1889年（明治22年）の町村制施行に際し、五井村が発足した。村上村はその大字「村上」となった。1910年（明治43年）、村上青年団が発足した。1927年（昭和2年）、小湊鉄道線上総村上駅が開業する。

### 年表
- 1889年（明治22年）4月1日 - 五井村の大字「村上」となる[6]。
- 1891年（明治24年）5月20日 - 五井村が町制を施行したため、五井町の大字となる[6]。
- 1927年（昭和2年） - 小湊鐵道小湊鉄道線の上総村上駅が開業する。
- 1959年（昭和33年）
  - 1月28日 - 五井町立村上小学校が閉校する[32]。
  - 4月1日 - 五井町立国府小学校が開校する[32]。
- 1963年（昭和38年）5月1日 - 五井町などが合併して市原市を編成したため、市原市の大字となる[6]。
- 2023年（令和5年）3月18日 - 五井駅東口土地区画整理協議会が発足[9]。

## 世帯数と人口

### 現在
2023年（令和5年）4月1日現在の世帯数と人口は以下の通りである。
| 町丁字 | 世帯数  | 人口総数 | 人口  | 人口  | 人口     | 人口     | 人口  | 人口   | 世帯人員 |
| 町丁字 | 世帯数  | 人口総数 | 若年  | 若年  | 生産年齢 | 生産年齢 | 高齢  | 高齢   | 世帯人員 |
| ------ | ------- | -------- | ----- | ----- | -------- | -------- | ----- | ------ | -------- |
| 村上   | 634世帯 | 1,278人  | 103人 | 8.06% | 696人    | 54.46%   | 479人 | 37.48% | 2.02人   |

### 推移
歴史的に「村上村」あるいは「村上」（現代の「村上」の範囲と一致するとは限らない）の戸数・人口として以下のような数字が挙げられている。
- 1793年（寛政5年） - 家数99（『上総国村高帳』）[29]
- 1886年（明治19年） - 戸数105、人口612（『上総国町村誌』）[33][注釈 6]
- 1891年（明治24年） - 戸数116、人口648[6]

## 通学区域
市立小学校・市立中学校及び県立高等学校の通学区域は以下の通りである。
| 町丁字 | 番地 | 小学校                 | 中学校                 | 県立高校 |
| ------ | ---- | ---------------------- | ---------------------- | -------- |
| 村上   | 一部 | 市原市立五井小学校     | 市原市立五井中学校     | 第9学区  |
| 村上   | 一部 | 市原市立国府小学校     | 市原市立五井中学校     | 第9学区  |
| 村上   | 一部 | 市原市立国分寺台小学校 | 市原市立国分寺台中学校 | 第9学区  |

## 施設
- 千葉県教育振興財団市原作業所
- 観音寺
延文3年（1358年）に開基と伝える[37]。
- 永昌寺
山号は村上山[37]。村上城の故地という[20]。江戸時代初期に幕府の寺社奉行に提出された縁起によれば、応永15年（1408年）に村上民部大夫清次が建立した[37][20]。清次の「11代目」の末裔である村上信濃守清正まで当地に住したという[20]。
- 白幡神社
創建年代不明[38]

- 東日本高速道路株式会社市原管理事務所[39]

## 交通

### 鉄道
- 小湊鐵道小湊鉄道線 - 上総村上駅

### バス
字内を通過するバス路線は存在しないが、字内の最も近くを通過するバス路線は以下の通りである。
| 運行会社 | 系統     | 運行区間                | 経由                                           | 備考 |
| -------- | -------- | ----------------------- | ---------------------------------------------- | ---- |
| 小湊鐵道 | 五04系統 | 五井駅東口 - ちはら台   | 五井育苗センター入口、稲荷台                   |      |
| 小湊鐵道 | 五31系統 | 五井駅東口 - ちはら台駅 | 五井育苗インター入口、市原市役所、千葉労災病院 |      |

### 道路

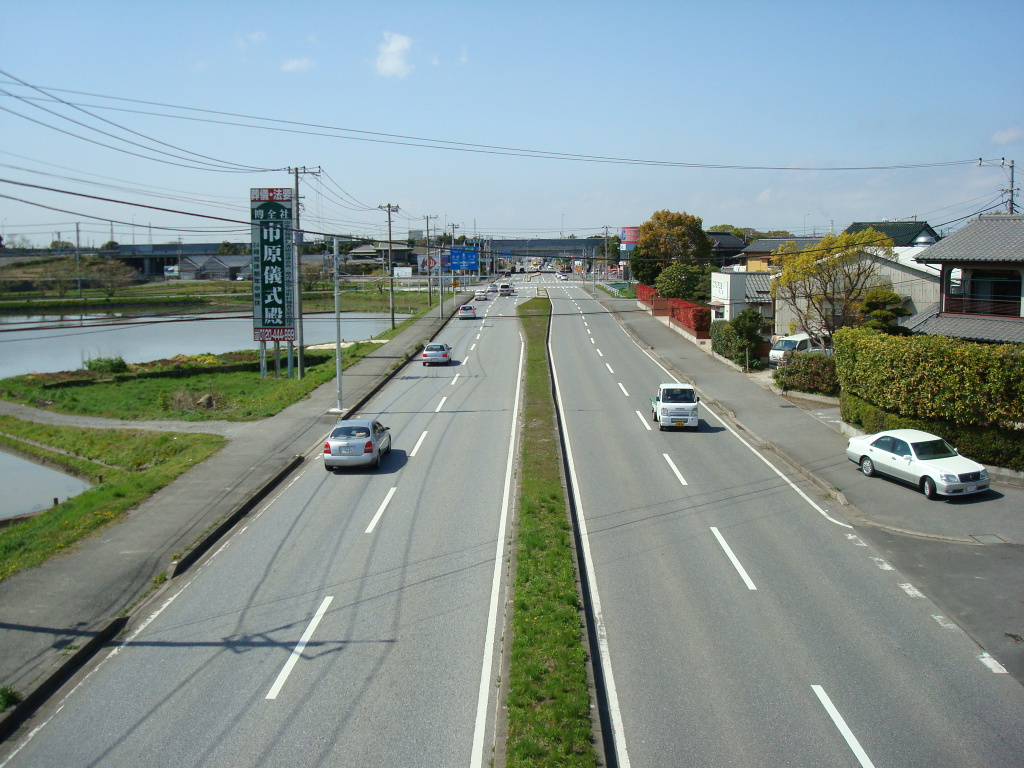
地内の市原バイパス

区域の中央を、北東―南西に館山自動車道および千葉県道21号五井本納線、北西―南東に国道297号市原バイパスが貫く。館山自動車道の市原インターチェンジが置かれており、国道297号・県道21号と接続している。
- 館山自動車道 市原インターチェンジ
- 国道297号市原バイパス
- 千葉県道21号五井本納線
- 千葉県道140号五井山倉線 - 町域の東端を通る。
- 千葉県道141号五井町田線